# La Leona (Santa Cruz)
La Leona es un paraje en la región de la Patagonia, en el Departamento Lago Argentino; Provincia de Santa Cruz; Argentina. Se ubica a orillas del río La Leona, sobre la Ruta Nacional 40, a medio camino de las ciudades de El Calafate y El Chaltén.
Durante el censo nacional de 2010 fue considerada como población rural dispersa.
En el paraje, se encuentra un hotel que fue declarado Patrimonio Histórico y Cultural de la Provincia de Santa Cruz.

## Toponimia
Su nombre se debe a que, el 3 de marzo de 1877, el Perito Moreno, fue atacado por una "leona" (puma) mientras acampaba al lado del río.

## Historia
Fue construido en 1894 por una familia de inmigrantes daneses. En 1905, se hospedaron en el sitio Butch Cassidy, Sundance Kid y Ethel Place. Habían llegado luego de robar el Banco de Londres y Tarapacá en Río Gallegos, huyendo hacia Chile.
En 1910, el hotel se amplió de dos a cuatro habitaciones (se realizaron con ladrillos de adobe), y se edificó una pulpería y almacén de ramos generales.
Otros visitantes históricos fueron el bandolero uruguayo Asensio Brunel, el padre Alberto María de Agostini y andinistas como Lionel Terrey, Guido Magnone, Francisco Ibáñez, Louis Depasse, Jacques Poincenot y Casimiro Ferrari.